# Marduk-Apal-Iddina II
Marduk-Apal-Iddina II (a la Bíblia apareix com a Merodach-baladan, també dit Marduk-baladan, Baladan i Berodach-baladan; literalment "Marduk m'ha donat un hereu") va ser un príncep de Caldea que regnà des d'almenys el 731 aC fins al 700 aC a Bit Yakin i del 722 al 710 aC a Babilònia. Resistí el poder d'Assíria amb ajut elamita. Sargon d'Assíria reprimí els aliats de Marduk-apla-iddina II a Aram i Israel i, el va fer sortir de Babilònia (el 710 aC). Després de la mort de Sargon, Marduk-Apal-Iddina II va participar en una revolta dirigida a Babilònia per Belibni, però vençuts després a Kix morí exiliat a Elam.

## Biografia
No se sap quan va néixer ni quan va començar a regnar però ja era al tron de Bit Yakin el 731 aC, quan el rei assiri Teglatfalassar III va assetjar Sapia, capital de l'estat de Bit Amukkani, veí de Bit Yakin; no la va poder conquerir aquest any i de moment es va acontentar a destruir la rodalia de la ciutat sense deixar ni un sol poble o llogaret. Llavors alguns prínceps caldeus (arameus) van començar a acostar-se al rei assiri i entre aquests el principal cap dels caldeus, Merodach-baladan o Mardukaplaiddin, de la tribu Bit Yakin al País de la Mar, que mai havia estat sotmès a Assíria, però aquesta vegada es va presentar durant el setge de Sapia i va entregar tribut en or, pedres precioses, fustes escollides, vestits brodats i ramats, al rei assiri.
El 722 aC Sargon no va poder anar a Babilònia per agafar les mans de Marduk (cosa que el legalitzava cada any com a rei) i Merodac-Baladan o Mardukaplaiddin de Bit Yakin al País de la Mar, va considerar arribat el moment de treure's de sobre la sobirania assíria i va ocupar Babilònia on es va proclamar rei el nou any del 721 aC amb el suport del rei d'Elam, Ummanigash (Khumbanikash). El 721 aC Sargon II va marxar contra Babilònia per Dur-Ilu i es va enfrontar prop de Der amb un exèrcit del rei babiloni reforçat amb contingents elamites. Com sempre les cròniques assíries s'atribueixen la victòria en la batalla, però és ben clar que no va ser així: d'una part ho diu la crònica babilònia que atribueix la victòria al rei elamita Khumbanigash; de l'altra Merodac-Baladan (Mardukaplaiddin II) va restar al poder i dominant bona part del regne fins al 710 aC; només el nord va restar en mans dels assiris i Merodac-Baladan tampoc va fer cap pas per arrabassar aquestes terres a Sargon.
El 710 aC els assiris van creuar l'Eufrates i van ocupar el petit estat arameu de Bit Dakkuri, i Merodac-Baladan no es va arriscar a una batalla i es va retirar cap a Yatburu al País de la Mar mentre demanava desesperadament ajuda al rei Shutruk-Nakhunta d'Elam, al que va enviar regals que van ser acceptats, però no va enviar cap ajut; Merodac es va retirar més al sud cap a la seva fortalesa d'Iqbi-Bel on va passar l'hivern. Els babilonis van organitzar una processió religiosa que va anar a Dur-Ladinna per escortar al «salvador» del país; Sargon va entrar a l'antiga Babilònia i va recuperar de fet el títol de rei, comportant-se com a tal; va fer els corresponents sacrificis i, va ordenar restaurar el canal de Borsippa. L'any 709 aC Sargon II va iniciar la campanya contra Merodac-Baladan (Mardukapaliddin II) que en arribar la primavera havia abandonat Iqbi-Bel cap a la seva ciutat central de Bit-Yakin, on va utilitzar el temps en preparar extenses fortificacions mentre esperava l'atac de Sargon; va obrir un canal amb l'aigua de l'Eufrates i va omplir el territori damunt de la ciutat amb aigua trencant tots els ponts de manera que no es podia acostar ningú a la ciutat. Quan Sargon finalment va arribar va trobar la manera de vèncer aquesta dificultat però la inscripció no explica quina va ser aquesta manera. Una vegada superada l'aigua, la ciutat va caure aviat. Merodac-Baladan va quedar ferit en el primer atac, però va poder fugir cap a Elam; un exèrcit que arribava en el seu ajut des de Puqudu i un contingent de suteus van caure derrotats i Bit-Yakin va ser ocupada totalment, saquejada i finalment destruïda. A la ciutat va trobar a diversos terratinents i gent de riquesa que havien estat espoliats i que van poder tornar a les seves llars i van veure restaurades les seves propietats; la classe sacerdotal va rebre també una recompensa per la seva part en l'èxit de Sargon: la restitució dels déus que Merodac-baladan s'havia emportat dels temples a Ur, Uruk, Eridu, Larsa, i altres llocs. Una part de la població de Bit-Yakin va ser deportada aviat a Kummukh, i des d'allà al mateix temps van ser enviats captius per cobrir el seu lloc; el territori va esdevenir una província.
El 700 aC Babilònia sota Belibni estava revoltada; sembla que el rei babiloni va cedir a les pressions locals i va fer aliança amb l'antic rei Merodac-Baladan i amb els caldeus, manats com a comandant en cap, per Marduk-ushezib, acordant el repartiment del país si la revolta tenia èxit. Sennàquerib es va presentar al país i la rebel·lió es van enfonsar; l'exèrcit babiloni va ser destruït i Belibni capturat i enviat a Assíria. Marduk-ushezib (Marduk Shuzub) va ser derrotat prop de Bittutu i els assiris van entrar a Bit Yakin que van devastar; Merodac-baladan va embarcar amb la seva gent cap al golf Pèrsic i es va establir a la costa de l'est d'Elam a la zona de les llacunes de Nagiti (on va morir poc temps després) i Marduk-ushezib va fugir cap al sud i es va amagar a les maresmes. El territori de Bit Yakin va ser assolat. A la tornada Sennàquerib va instal·lar com a rei de Babilònia al seu propi fill Asshur-Nadinshum (Asshur-nadin-shum).
La mort de Merodac Baladan va tenir lloc cap a l'any 698 aC. La seva nissaga va recuperar aviat el poder a Bit Yakin i el va conservar mig segle.